# Platylepis occulta
Platylepis occulta är en orkidéart som först beskrevs av Louis Marie Aubert Du Petit-Thouars, och fick sitt nu gällande namn av Heinrich Gustav Reichenbach. Platylepis occulta ingår i släktet Platylepis och familjen orkidéer. Inga underarter finns listade i Catalogue of Life.